# Rinorea pubiflora
Espèce
Statut de conservation UICN

 LC  : Préoccupation mineure
Synonymes
Selon Tropicos (05 mai 2022) :
- Alsodeia falcata var. grandifolia Eichler
- Alsodeia pubiflora Benth., 1842 - Basionyme
- Rinorea gracilis Rusby
- Rinorea juruana Ule

Selon GBIF (05 mai 2022) :
- Alsodeia guianensis (Aubl.) Eichler
- Alsodeia martinii Turcz.
- Alsodeia pubiflora Benth., 1842 - Basionyme
- Conohoria passoura DC.
- Conohoria passoura DC. ex Ging., 1824
- Passoura guianensis Aubl., 1775
- Rinorea martini (Turcz.) Blake
- Rinorea passoura (DC.) Kuntze
- Rinorea passoura f. grandifolia (Eichler) Hekking
- Rinorea passoura f. leiosperma Hekking
- Rinorea pubiflora f. grandifolia (Eichler) Hekking
- Rinorea pubiflora f. pubiflora
- Rinorea pubiflora var. pubiflora

Rinorea pubiflora est une espèce de plantes à fleurs de la famille des Violaceae. C'est un arbuste trouvée en Amérique tropicale.
Il est connu en Guyane sous les noms de Bom be ki dia (Aluku), Boumbiki(ki)dia (Aukan), Passoura/Passoure (Caribe selon Aublet, 1775), Tàyû (Wayãpi).
Ailleurs, on l'appelle Molinillo (Zulia), Pata-grulla (Amazonas, Bolívar), Pata-pauji (Bolívar) au Venezuela, Baridi-kutchi & Barudi-kutchi (kutshi=patte de poule, Arawak), Mamusare (Arawak), Shipiye (Macusi), Shero (Wapisiana) au Guyana, Boem(ki)kidia Kiki (Aukan), Dreeritiki, Lèlè, Lèlè-tiki, Maniri-tiki (Sranan tongo), Drilstokje (Hollandais du Suriname) au Suriname, Lluichovaran-dilla, Canella de Jacamin, Jurac barilla (Loreto) au Pérou, Burangica (Maranhão), Canel(h)a de Jacamin (Amazonas, Mato Grosso, Pará, Rondônia) au Brésil.
R. pubiflora var. pubifloraest appelé au Venezuela Tuliwaedi hele (Höti), Pata de paují.
R. pubiflora var. grandifolia (Eichler) Hekking est appelé au Venezuela Jona joreri, Jööna jodedü (Yekwana), Gaspadillo, Gaspadillo blanco, Molinillo.
Rinorea pubiflora var. grandifolia fo. grandifolia est appelé au Venezuela Amé (Apure), et Salao (Bolívar).
Rinorea pubiflora var. grandifolia fo. andersonii (Sandwith ex Hekking) Hekking est appelé au Venezuela Pata grulla, Pate de Pauji (Bolívar), et au Guyana Mamusar.

## Description
Rinorea pubiflora est une espèce très variable avec de nombreuses formes locales, qui se distingue des autres espèces de son groupe par : 
- ses rameaux densément ferrugineux hispides et moins densément hispides (les lenticelles calleuses manquent généralement) ;
- la nervure médiane pubérulente dressée sur la face supérieure, et strigueuse  sur la face inférieure
- les domaties de la face inférieure
- ses sépales multistriés, devenant fortement côtelés au séchage
- ses pétales densément ferrugineux strigeux le long de la côte
- le nombre de deux à quatre ovules
- ses graines souvent poilues (sauf chez la forme grandifolia)[5].

Rinorea pubiflora est un arbrisseau ou une petit arbre, haut de (0,25)1-6(20) m, à petits rameaux hispides, à écorce externe lisse, grise, le bois blanc, et à tiges ferrugineuses pubescentes à hispides (les plus anciennes glabrescentes). 
Ses feuilles sont simples, opposées (parfois verticillées par 3 ou 4), mesurant (3,5-)5-20 x 1,5-8 cm, de forme ovale, elliptique ou obovale, à apex brièvement aigu, peu cuspidé à acuminé (jusqu'à 0,5-3,5 cm de long), à base symétrique, arrondie à cunéiforme, subobtuse à subaiguê, mucronulée, à marges sub-çrénelées, sub-denticulées ou subentières.
Le limbe est papyracé à subcoriace, glabre des deux côtés.
La nervure médiane saillante en une côte (et parfois les (6-)8-11 (-13) paires de nervures secondaires), sont pubérulentes à hispides sur le dessus, près de la base, peu ferrugineuse strigeuse en dessous.
On observe des touffes poilues brunâtres sur la face abaxiale à l'aisselles des nervures secondaires (domaties).
La nervation tertiaire est réticulée.
Les stipules mesurent 2-4 x 0,75-1,2 mm, sont caduques, de forme étroitement deltoïde, herbacées, ferrugineuses strigilleuses le long de la partie médiane, à marges ciliolés.
On compte (6)8-11(13) paires de nervures secondaires.
Le pétiole est long de (2)4-15(20) mm, pubérulent au-dessus, strigueux légèrement ferrugineux en dessous, devenant glabrescent avec l'âge.
Les inflorescences sont des grappes axillaires, latérales ou subterminales, solitaires, racémeuses, longues de (1-)2-7,5(-11,5) cm, très pubérulentes, ou hispiduleuses ferrugineuses, avec un axe central, est pubérulent ou hispiduleux.
Les pédicelles sont longs de 2 à 6 mm, articulés 1 ou 2 fois vers le milieu, verdâtres à l'état frais, indument ferrugineux pubérulent ou hispiduleux.
Les bractées (1,25-2 x 1-1,75 mm) et bractéoles (1,25-1,75 x 1-1,25 mm) subopposées, sont de forme (largement) deltoïdes ou ovales, herbacées, avec 3-5 stries (côtelées lorsqu'elles sont séchées, verdâtres lorsqu'elles sont fraîches), ferrugineuses strigilleuses ou hispiduleuses, ciliolées, à l'apex subaigu, parfois mucronulé.
Les boutons floraux sont ovoïdes, (sub)obtus.
Les fleurs sont tombantes, parfumées, de couleur généralement verdâtres, blanchâtres ou crémeuses, parfois jaunes ou blanc rosé.
Les sépales sont subégaux, herbacés, de couleur verdâtre à l'état frais, portant 7-11 stries (devenant côtelées au séchage) assez poilues sur la face abaxiale (férugineux-hispides à -strigeux), de forme largement deltoïdes, ovales ou orbiculaires, mesurant 1,5-2,1 x 1,7-3 mm, à marges cil(ol)ate brun orangé, et à apex subobtus à subaigu, mucronulé.
Les pétales herbacés, de couleur blanche ou jaune, de forme (étroitement) elliptiques à ovales, environ 2 fois plus longs, avec une ligne médiane de poils ferrugineux strigeux et ciliolés sur la face abaxiale, mesurant 3,25-5,5(-6,5) x (1,25-)1,5-2(-2,75) mm, à apex subobtus.
On compte environ 5 étamines longues de 2,75 à 4 mm.
Les filets sont libres, glabres, mesurant 0,5-1,5 x 0,1-0,5 mm, et portent une glande dorsale, adnée, libre près de l'apex, de forme conique, ellipsoïde ou (ob)ovoïde, mesurant 0-1,25 x 0-0,6 mm.
Les anthères (parfois absentes), de forme ovoïde, mesurent (0)1,6-1,8 x (0)1 mm, sont glabres, obtuses, parfois attachées par une soie ou cuspidées ou avec 2-4 soies apicales.
Le connectif est de forme étroitement deltoïde, mesure 0-1,2 x 0-0,3 mm, pileux de couleur généralement brun doré à ferrugineux, avec des écailles latérales et apicales, ovales, mesurant 1,75-2,25(-3,25) x 0,25-1,25 mm, scarieuses, de couleur brun orangé, subentières à érodées, obtuses.
L'ovaire subglobuleux, de 0,5-1,3 mm de diamètre, très hispide, ferrugineux.
Le style est filiforme, dressé, glabres (rarement pileux près de la base), long de 2-3,3 mm égalant ou dépassant légèrement les étamines, et le stigmate tronqué.
Les placenta contient à 2-3(4) ovules.
Le fruit est une capsule symétrique, de forme (étroitement) ovoïde à ellipsoïde, de couleur verte à l'état frais, tomenteuse devenant glabre, longue de 2-3 cm, avec 3 valves subégales, coriaces à subligneuses, mesurant 1,5-3,5 x 0,5-1 cm.
Elle contient des graines (2-3(4) par valve), globuleuses, tomenteuses-veloutées brunâtres (parfois complètement glabres), de 4-8 mm de diamètre,,,.

### taxons infra-spécifiques
Rinorea pubiflora (Bentham) Sprague & Sandwith comprend 2 variétés et 2 formes :
- Rinorea pubiflora var. pubiflora se caractrise par ses anthères complètement développées, 1-1,75 x 0,75-1 mm (3 fois plus longues que les écailles du connectif), les écailles du connectif ovales, larges de 0,75-1,25 mm, les pièces florales persistantes à la base de la capsule, et ses graines pileuses.
- Rinorea pubiflora var. grandifolia (Eichler in Martius) Hekking. se caractrise par ses anthères réduites ou absentes, mesurant 0-1,5 x 0-0,75 mm (de taille nulle ou de la moitié de la taille des écailles du connectif), les écailles du connectif de forme étroitement ovale à linéaire, larges de 0,25-0,75 mm, ses pièces florales plus ou moins caduques à la base de la capsule, et ses graines pileuses ou glabres.
  - Rinorea pubiflora var. grandifolia fo. grandifolia se caractrise par ses graines glabres.
  - Rinorea pubiflora var. grandifolia fo. andersonii (Sandwith ex Hekking) Hekking  se caractrise par ses graines pileuses[5],[6].

## Répartition
Rinorea pubiflora est l'espèce néotropicale du genre Rinorea la plus commune et la plus répandue. 
Elle est présente du Panama au Brésil, en passant par la Colombie, le Venezuela, le Guyana, le Suriname, la Guyane, l'Équateur, le Pérou et la Bolivie.
Son aire de répartition principale s'étend sur l'Amazonie (Est de la Colombie, Sud-Est du Venezuela, Pérou, Brésil et Nord de la  Bolivie) et les Guyanes, qui comprennent de nombreux refuges forestiers. 
Cette espèce est également présente de manière disjointe dans les refuges forestiers de la région andine des deux côtés de la Cordillère et en Amérique centrale adjacente, de 0 à 1 300 m, mais est absent du sud-est du Brésil.
- Rinorea pubiflora var. pubiflora est présent au Panama, en Colombie, au Venezuela (Bolívar, Amazonas, Mérida, Táchira, Zulia[6]), dans les Guyanes (Guyana, Suriname, Guyane), en Équateur, Pérou, au Brésil, en Bolivie,
- Rinorea pubiflora var. grandifolia (Eichler in Martius) Hekking. est présent au Costa Rica, au Panama, en Colombie, au Venezuela(Delta Amacuro, Bolívar, Amazonas)[6], dans les Guyanes (Guyana, Suriname, Guyane), au Pérou, et au Brésil,
  - Rinorea pubiflora var. grandifolia fo. grandifolia est présent au Panama, en Colombie, au Venezuela, au Pérou, et au Brésil (ouest de l'Amazonie),
  - Rinorea pubiflora var. grandifolia fo. andersonii (Sandwith ex Hekking) Hekking  est présent au Costa Rica, au Panama, en Colombie, au Venezuela, dans les Guyanes (Guyana, Suriname, Guyane), et au Brésil.

## Écologie
Rinorea pubiflora présente une vaste amplitude écologique. On le rencontre communément dans les un sous-bois des forêts tropicales anciennes, secondaires perturbées (y compris les forêts mésophytes du sud-est du Venezuela). Elle pousse sur des sols latéritiques, argileux ou sableux, parfois aussi sur des roches granitiques, schisteuses ou gréseuses.
Il fleurit et fructifie toute l'année.
En Guyane, Rinorea pubiflora est commun, dans les forêts secondaires et primaires non inondables, fleurit en janvier, avril, mai, août, septembre, octobre, novembre, décembre, et fructifie en janvier, avril, mai, août, septembre, octobre, novembre, décembre.
- Rinorea pubiflora var. grandifolia (Eichler in Martius) Hekking. est présent dans le sous-étages de forêts anciennes ou perturbées humides et mésiques, et les affleurements granitiques, autour de 50–900 m d'altitude au Venezuela[6].
- Rinorea pubiflora var. pubiflora est commun dans le sous-bois des forêts anciennes ou perturbées, sempervirentes ou semi-décidues, autour de 100–400 m d'altitude au Venezuela[6].

Les organismes épiphylles (champignons, lichens, bryophytes) se développant sur les feuilles de Rinorea pubiflora ont été étudiés.

## Utilisations
Selon Lindeman (nl), les noms surinamais Dreeritiki et Drilstokje (de même que le nom guyanais lélé) indiquent l'utilisation de rameaux pour remuer les boissons.
De même, le nom Sranan tongo Manari-tiki indique que les rameaux et brindilles peuvent être utilisés pour fabriquer des tamis traditionnels (manaré).
L'extrait éthanolique des feuilles de Rinorea pubiflora ne présente pas de propriétés acaricides sur les larves de Rhipicephalus sanguineus et Boophilus microplus.
La litière de Rinorea pubiflora abrite des bactéries diazotrophes non-symbiotiques potentiellement utilisables en agronomie pour réduire les apports azotés de synthèse.

## Protologue
En 1775, le botaniste Aublet qui le premier décrivit Rinorea pubiflora var. pubiflora sous le nom de Passoura guianensis, en proposa le protologue suivant: 

« PASSOURA Guianenſis. (Tabula 380.)
Arbor trunco ſex vel octo-pedali, ad ſummitatem ramoſo. Folia oppoſita, petiolata, ovata, acuminata, glabra, integerrima. Fructus in ſpicam terminalem diſpoſiti. Capsula oblonga, trigona, trivalvis, luteſcens. Semina viridia, ſphærica, tria ſingulæ valvæ ſeriatim poſita, 8t annexa placenta, in medio ſingulæ valvæ.
Fructum ferebat Maio.
Habitat in ſylvis Timoutou.

LE PASSOURE de la Guiane. (Tabula 380.)
Cet arbre eſt de moyenne grandeur. Son tronc s'élève droit a la hauteur de ſix à ſept pieds, ſur ſix à ſept pouces de diamètre. Son écorce eſt cendrée. Son bois eſt blanchâtre. Les branches, qui partent du ſommet, s'étendent & ſe répandent en tout ſens ; celles du centre ſont perpendiculaires ; les autres ſont horiſontales. Les rameaux, qu'elles portent, ſont oppoſés, & garnis de feuilles également oppoſées. 
Ses feuilles ſont vertes, liſſes, minces, ovales, terminées par une longue pointe. Les plus grandes ont ſix pouces de longueur, ſur deux & demi de largeur. Leur pédicule a environ un demi pouce de longueur; il eſt convexe en deſſous, & creuſé en gouttiere en deſſus. De l'extrémité des rameaux naiſſent des épis de fleurs que je n'ai pas vus. Cet arbre étoit alors en fruit. 
Ce fruit eſt une capsule oblongue, jaunâtre, triangulaire, qui s'ouvre en trois valves concaves, chargées chacune d'un placenta qui s'étend au milieu de leur cavité, de la pointe a la baſe, à laquelle ſont attachées trois semences verdâtres & ſphériques. Cette capſule eſt repréſentée dans ſon état naturel. 
J'ai trouvé cet arbre dans les forêts de Timoutou ; c'étoit dans le mois de Mai. »

— Fusée-Aublet, 1775.